# Monswiller
Monswiller je občina v departmaju Bas-Rhin francoske regije Alzacija.
Leta 1990 je v občini živelo 1 757 oseb oz. 372 oseb/km².